# Strauss Zelnick

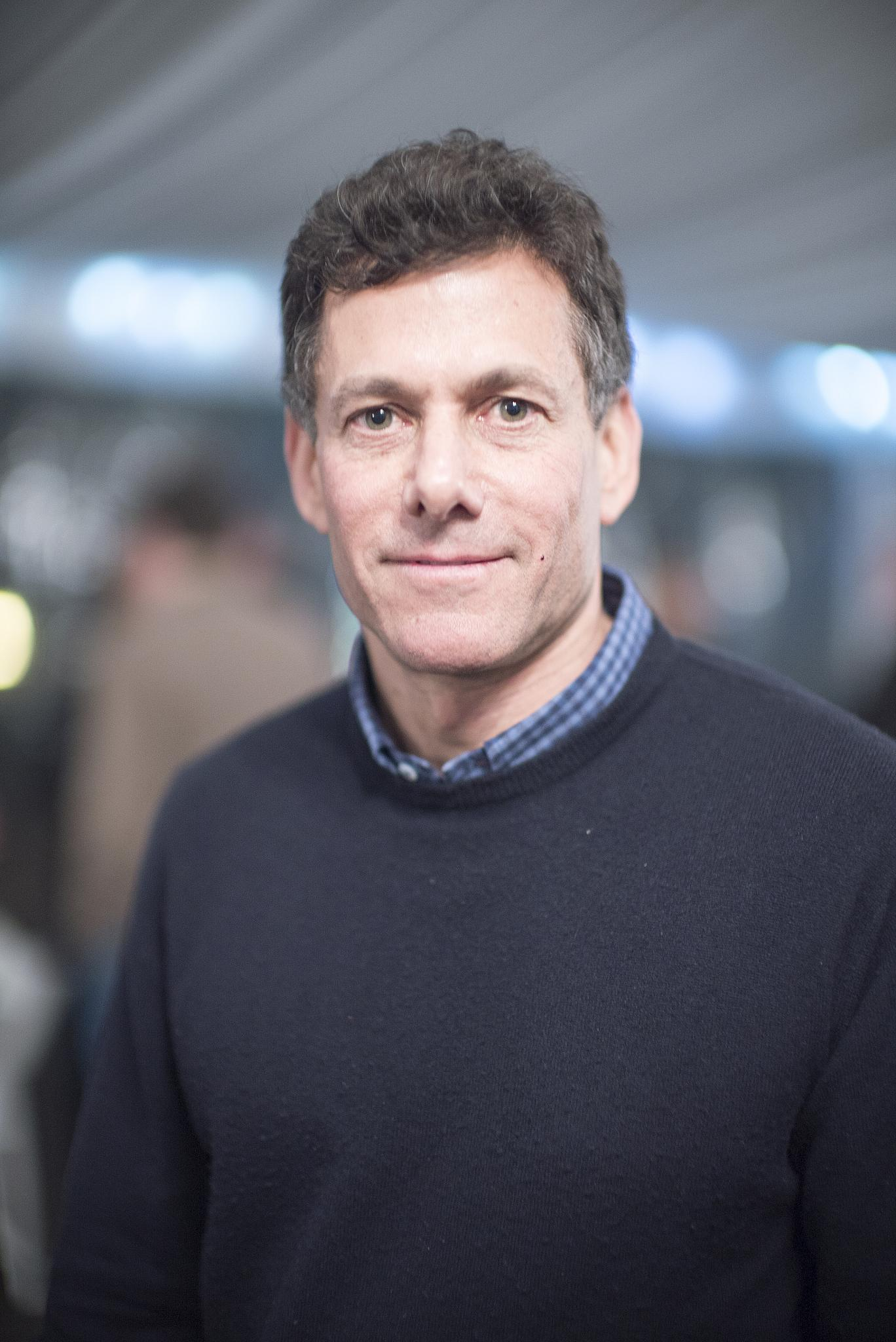
Strauss Zelnick nel 2015

Harry Strauss Zelnick (Boston, 26 giugno 1957) è un avvocato e imprenditore statunitense, noto come fondatore, CEO e socio gerente di ZMC, nonché presidente e CEO di Take-Two Interactive.

## Biografia
Nato nel 1957 a Boston in una famiglia ebraica. Dopo la morte della madre nel 1967, è stato cresciuto dalla zia Elsa Strauss e dal marito Allan Zelnick. È cresciuto a South Orange, nel New Jersey.
Nel 1975 si è diplomato alla Columbia High School di Maplewood, per poi laurearsi con lode in psicologia e inglese presso la Wesleyan University nel 1979. Durante gli anni universitari, ha ricoperto il ruolo di direttore delle pubbliche relazioni per la Coalition of Independent College and University Students (COPUS).
Successivamente, ha frequentato contemporaneamente la Harvard Business School e la Harvard Law School, conseguendo un Master in Business Administration nel 1982 e un Juris Doctor nel 1983.

### Carriera
Nel 1983 Zelnick ha iniziato la sua carriera come vicepresidente per le vendite televisive internazionali presso la Columbia Pictures International Television. Nel 1986 è entrato in Vestron Inc. come vicepresidente senior per lo sviluppo aziendale, diventando vicepresidente esecutivo l'anno successivo e presidente nel 1988, con la responsabilità della gestione operativa dell'azienda. Nel 1989 ha lasciato l'incarico per diventare presidente e CEO della 20th Century Fox, ruolo che ha mantenuto fino al 1993, quando è passato a Crystal Dynamics.
Nel 2001 ha fondato la ZMC, una società di investimenti di private equity con sede a New York, specializzata in acquisizioni con leva finanziaria e capitale di crescita. Ha avviato l'azienda con un capitale iniziale di 300.000 dollari.
Nel 2007, dopo un'acquisizione da parte degli investitori, è diventato presidente, CEO e principale azionista di Take-Two Interactive, società attiva nel settore dei videogiochi.
Nel 2018 è stato nominato membro del consiglio di amministrazione della CBS Corporation.
Nel 2021, la ZMC ha acquisito una quota di controllo di The Second City, una compagnia di commedia con sede a Chicago.
Nel maggio 2025, Zelnick ha dichiarato di aver rifiutato di provare Grand Theft Auto VI prima dell’uscita, spiegando di non essere un giocatore abituale e che il suo ruolo da CEO è quello di guidare e motivare i talenti, non di agire da "consumatore in capo".

## Vita privata
Zelnick è di religione ebraica. Ha quattro sorelle: Karen Davis, Beth Kaufman, Marci Zelnick Rodriguez e Laurie Zelnick. Suo fratello, Carl D. Zelnick, è deceduto nel 1995.
Nel gennaio 1990 ha sposato Wendy J. Belzberg, figlia dell'imprenditore Samuel Belzberg. Il loro fidanzamento era stato annunciato dai genitori di Belzberg nel dicembre 1989. La coppia ha due figli, Cooper e Lucas, e una figlia, Leigh.